# Falcaria vulgaris
Falcaria vulgaris là một loài thực vật có hoa trong họ Hoa tán. Loài này được Bernh. mô tả khoa học đầu tiên năm 1800.

## Hình ảnh

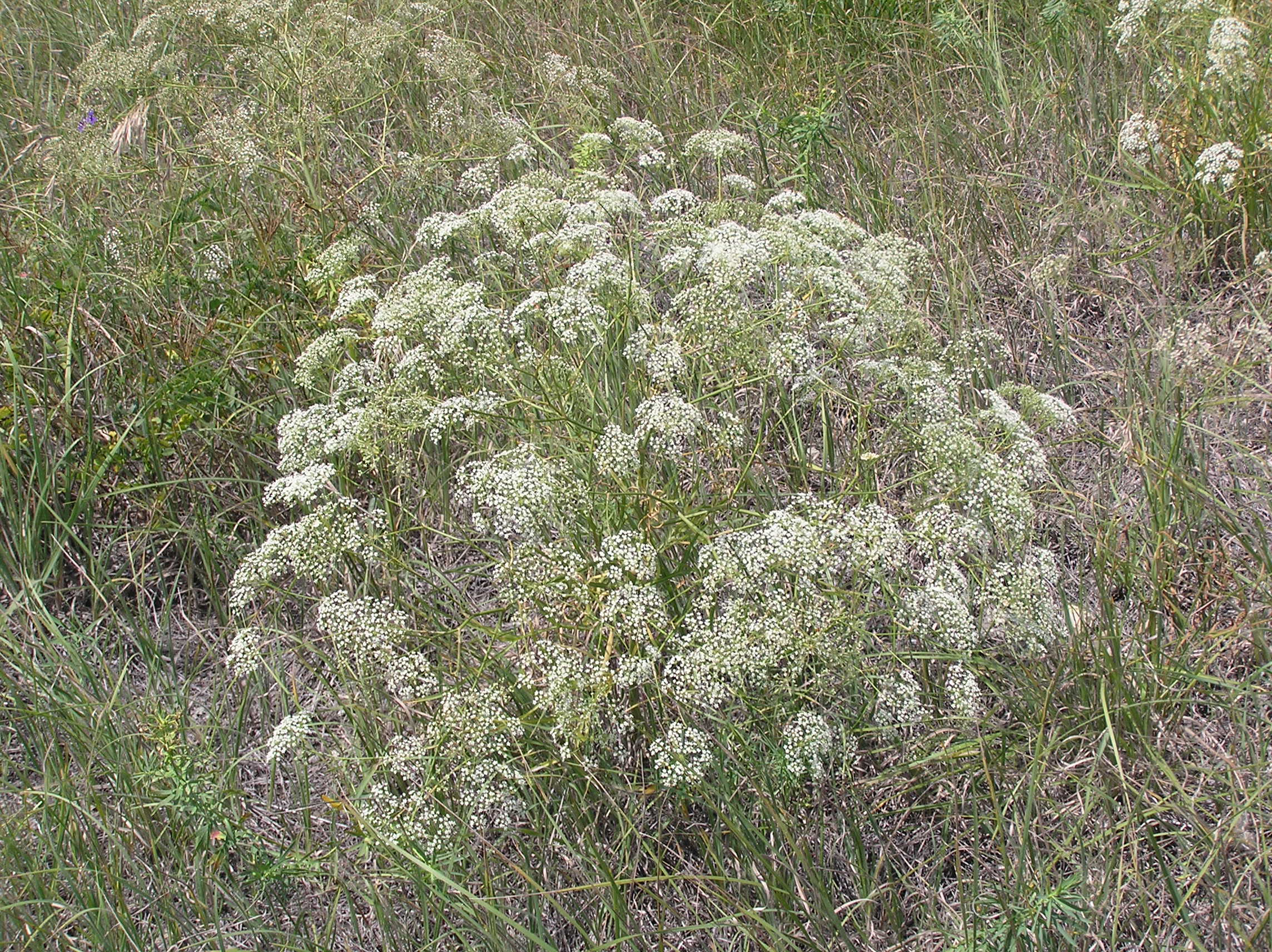
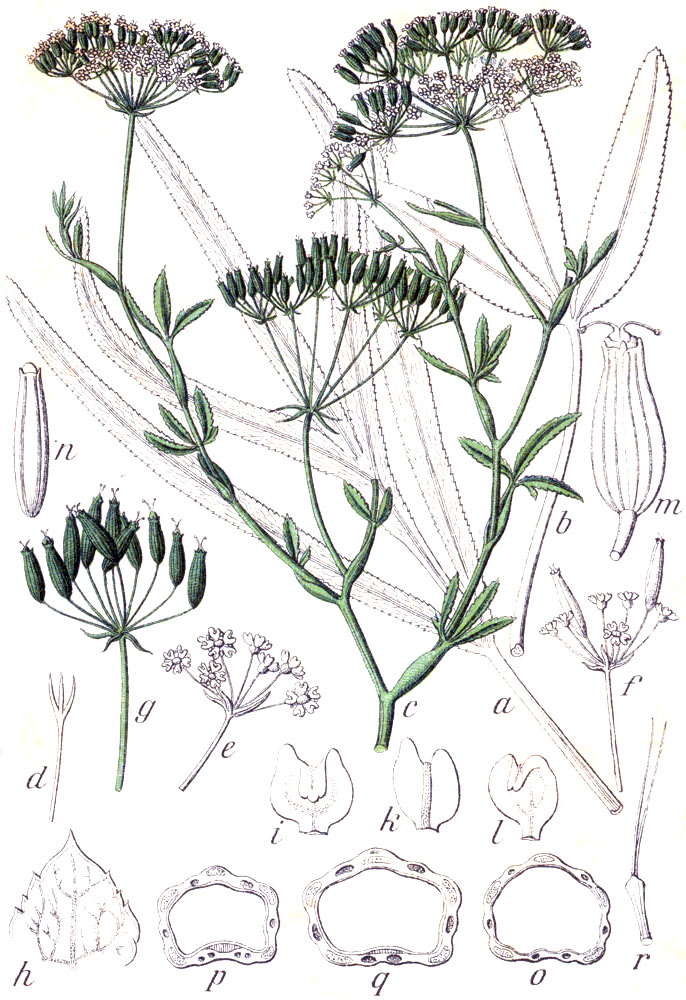
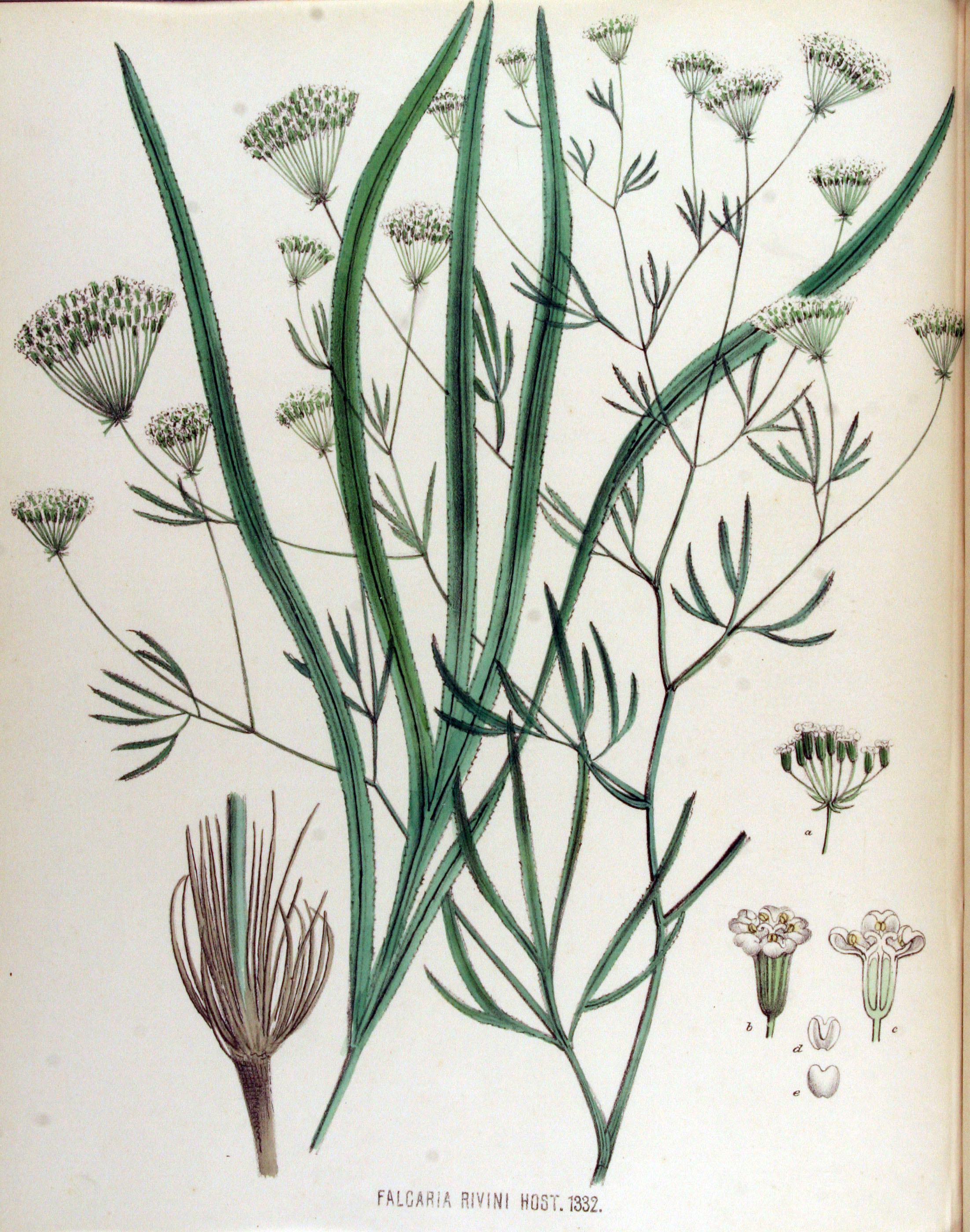
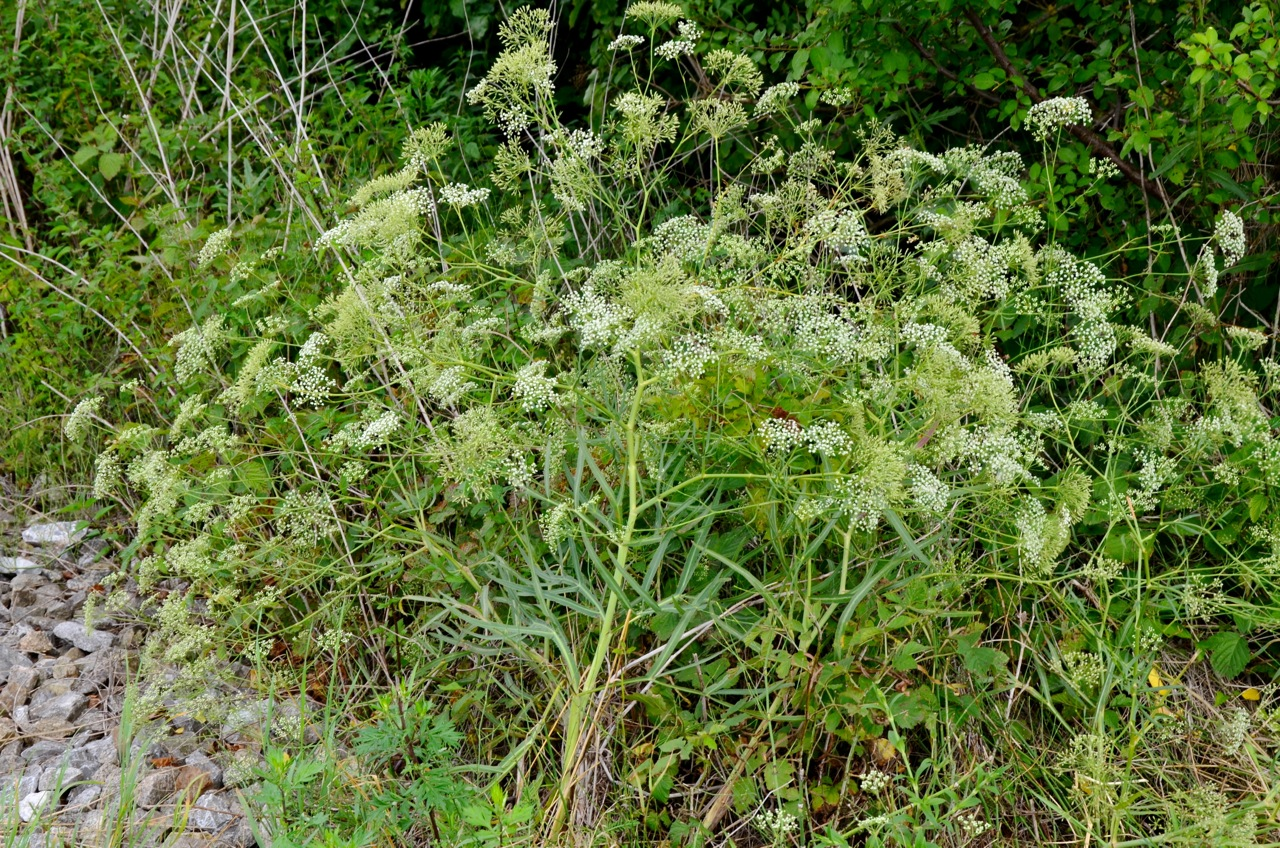
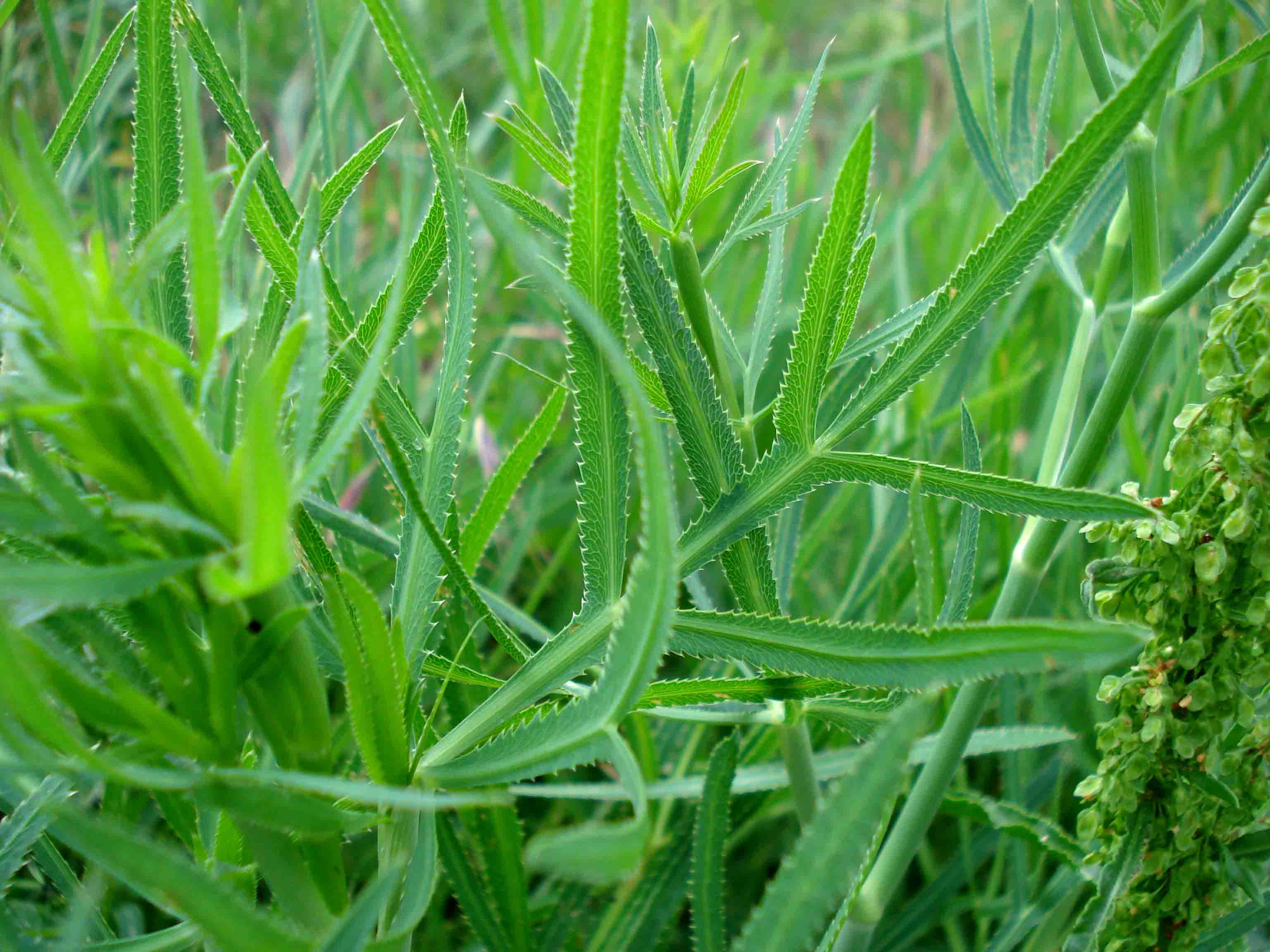
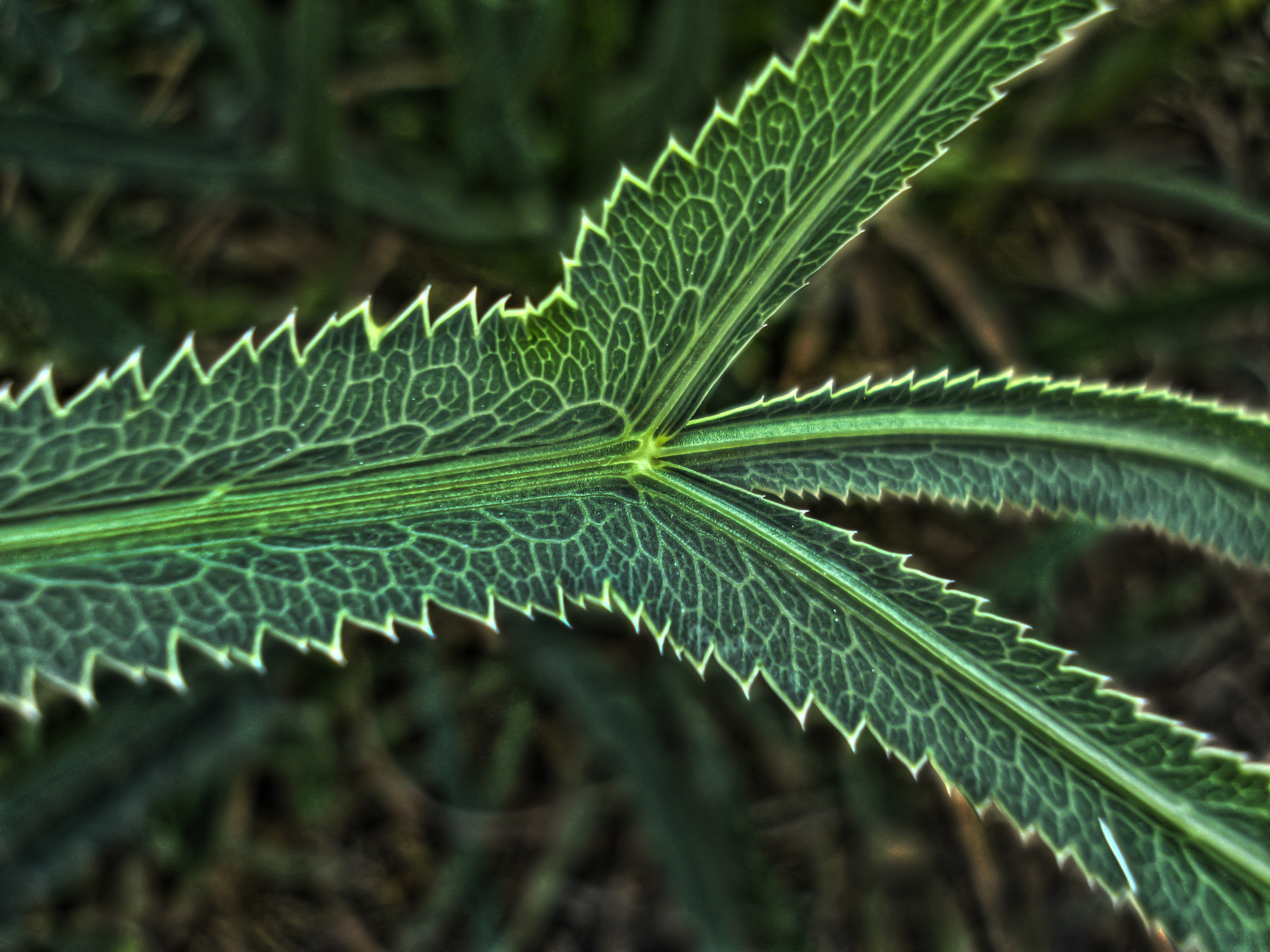